# 30 novembre 2019
Le samedi 30 novembre 2019 est le 334e jour de l'année 2019.

## Événements
- Le Premier ministre irakien Adel Abdel-Mehdi présente sa démission ;
- Ouverture de la 30e édition des Jeux d'Asie du Sud-Est de 2019, du 30 novembre au 11 décembre aux Philippines.
- Le Cartel du Nord-est (groupe de narcotrafiquants ayant fait sécession des Zetas en 2019) attaque la mairie de Villa Unión, dans l’État de Coahuila au Mexique, provoquant 14 morts : 10 sicarios du cartel et 4 policiers[1],[2]. Le lendemain, 7 autres membres présumés du cartel sont tués lors d'une opération policière pour retrouver les responsables de l'attaque.